# Jan Lewandowski (senator)

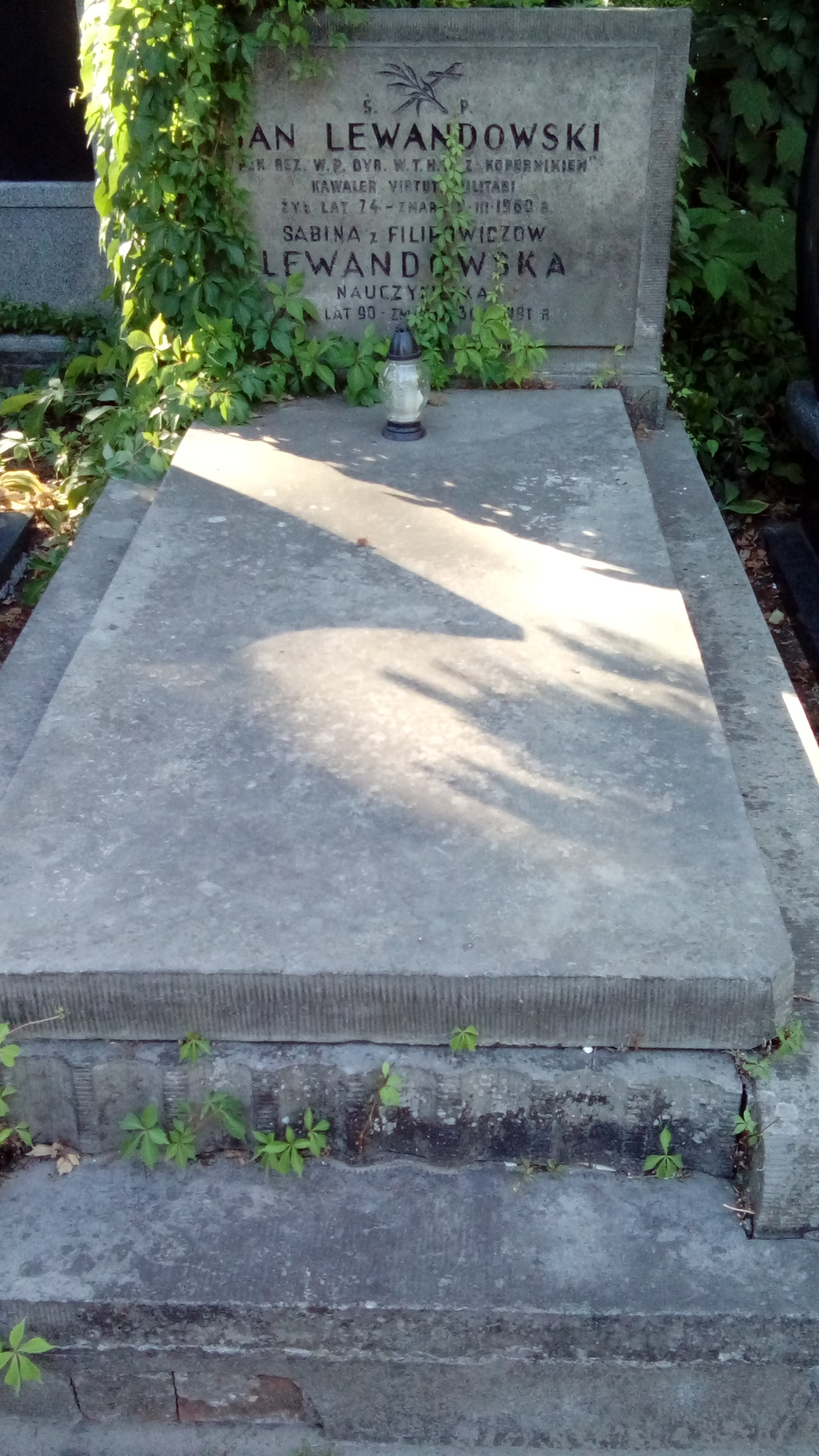
Grób Jana Lewandowskiego na Cmentarzu Wojskowym na Powązkach

Jan Lewandowski, ps. Jeleń (ur. 24 listopada 1885 w Sąchocinie, zm. 2 marca 1960 w Warszawie) – polski przedsiębiorca, działacz niepodległościowy i społeczny, polityk, senator II RP, pułkownik Wojska Polskiego, pierwszy komendant Oficerskiej Szkoły Czołgów w Chełmie (1944–1945), kawaler Orderu Virtuti Militari.

## Życiorys
Był synem Jana Pawła Lewandowskiego, sędziego pokoju, posła na Sejm Ustawodawczy, oraz Michaliny z domu Fitzner. W 1904 roku ukończył Szkołę Handlową Zgromadzenia Kupców w Warszawie. Od 1905 roku był członkiem Narodowego Związku Robotniczego. Od 1906 roku był buchalterem w składzie win Lesisza w Warszawie. Za działalność w zarządzie dzielnicowym tego związku został w 1907 roku aresztowany przez Ochranę i uwięziony na Cytadeli Warszawskiej. Po kilku miesiącach został zwolniony i wyjechał do Krakowa, gdzie pracował jako kelner. W tym czasie został zaocznie skazany przez władze carskie w Warszawie na katorgę i dożywotnie zesłanie na Syberię. W 1908 roku został głównym księgowym w księgarni A. Altenberga we Lwowie. Od 1909 roku był we Lwowie członkiem Związku Walki Czynnej, „Sokoła” (gdzie został powołany do kręgu instruktorów Drużyn Polowych, od 1912 roku był członkiem zarządu oddziału konnego w Zamarstynowie), Polskich Drużyn Strzeleckich, „Kuźnicy” i „Zarzewia”. 
W czasie I wojny światowej walczył od sierpnia 1914 roku w 1 pułku ułanów Legionów Polskich. W 1915 roku był ranny w czasie bitwy pod Stobychwą. Po kryzysie przysięgowym w 1917 roku został internowany w Beniaminowie. Po zwolnieniu z obozu internowania we wrześniu 1918 roku kierował spółdzielnią rolniczo-handlową w Jędrzejowie. W październiku 1918 roku został wybrany na komendanta Milicji Obywatelskiej powiatu jędrzejowskiego. Był członkiem POW, uczestniczył w akcji rozbrajania wojsk okupacyjnych.
W grudniu 1918 roku został dowódcą dywizjonu 7 pułku ułanów na froncie ukraińskim w stopniu rotmistrza. W marcu 1919 ukończył z odznaczeniem Szkołę Jazdy w Starej Wsi k. Warszawy. W czasie wojny polsko-bolszewickiej awansował na stanowisko zastępcy dowódcy tego pułku (w stopniu majora). Czasowo dowodził pułkiem odnosząc liczne zwycięstwa na Suwalszczyźnie. 1 czerwca 1921 pełnił służbę w Centralnej Szkole Kawalerii w Grudziądzu, a jego oddziałem macierzystym był nadal 7 puł. W marcu 1922 na własną prośbę został przeniesiony do rezerwy. 8 stycznia 1924 został zatwierdzony w stopniu podpułkownika ze starszeństwem z 1 czerwca 1919 i 22. lokatą w korpusie oficerów rezerwowych kawalerii. Posiadał przydział w rezerwie do macierzystego 7 puł.
W okresie międzywojennym pracował jako członek zarządu Towarzystwa Handlu Herbatą SA (do 1944 roku). Był działaczem Ligi Morskiej i Kolonialnej, członkiem zarządu kilku organizacji gospodarczych, Tymczasowej Rady Miejskiej m.st. Warszawy i członkiem zarządu byłych żołnierzy 1 pułku ułanów w Kielcach. Politycznie był związany z BBWR. W 1935 roku został senatorem IV kadencji (1935–1938) z listy BBWR w m.st. Warszawie. W senacie pracował w komisjach: budżetowej (1937–1938, referent), gospodarczo-skarbowej (sekretarz) i komunikacyjnej (1935–1936). 
W czasie kampanii 1939 roku zgłosił się jako ochotnik do 7 pułku ułanów, od listopada 1939 roku rozpoczął działalność w konspiracji w ZWZ-AK. M.in. pracował (pod pseudonimem Jeleń) przy odtwarzaniu 7 pułku ułanów. Jednocześnie cały czas pracował jako członek zarządu Towarzystwa Handlu Herbatą SA. 3 maja 1944 roku został awansowany przez Komendę Główną AK do stopnia pułkownika. 
12 maja 1944 roku został aresztowany przez Gestapo i uwięziony na Pawiaku, skąd został uwolniony 29 lipca 1944 roku. W czasie powstania warszawskiego przebywał na warszawskiej Pradze, po wyzwoleniu której zgłosił się do 1 Armii Wojska Polskiego. Generał Michał Rola-Żymierski mianował go zastępcą dowódcy ds. liniowych 1 Korpusu Pancernego, a następnie pierwszym komendantem Oficerskiej Szkoły Czołgów (w 1945 przemianowanej na Oficerską Szkołę Broni Pancernej). 
Po wojnie pracował m.in. w Spółdzielni Pracy „Syrena” w Warszawie jako starszy likwidator. W 1956 roku przeszedł na emeryturę. Pochowany na Cmentarzu Wojskowym na Powązkach w Warszawie (kwatera GII dod.-2-11).
Ożenił się w 1911 roku z Sabiną Filipowicz, nauczycielką, z którą miał dwie córki.

## Ordery i odznaczenia
- Krzyż Srebrny Orderu Wojskowego Virtuti Militari nr 2730 (1921)[11]
- Krzyż Niepodległości (9 listopada 1931)[12]
- Krzyż Walecznych (pięciokrotnie)[2]
- Złoty Krzyż Zasługi (10 listopada 1928)[13][7]